# يوكي أوشيتاني
يوكي أوشيتاني (باليابانية: 押谷 祐樹) (مواليد 23 سبتمبر 1989)، هو لاعب كرة قدم ياباني سابق كان يلعب كمهاجم.

## وصلات خارجية
- يوكي أوشيتاني على موقع رابطة كرة القدم اليابانية للمحترفين (اليابانية)
- يوكي أوشيتاني على موقع قاعدة بيانات كرة القدم.إي يو (الإنجليزية)
- يوكي أوشيتاني على موقع Soccerway.com (الإنجليزية)
- يوكي أوشيتاني على موقع عالم كرة القدم.نت (الإنجليزية)